# Каныгин, Павел Юрьевич
Па́вел Ю́рьевич Каны́гин (род. 30 января 1987, Нефтекамск, Башкортостан) — российский журналист и репортёр-расследователь, в прошлом — специальный корреспондент «Новой газеты» и исполнительный продюсер издания. Основатель, главный редактор и ведущий проекта журналистов «Новой газеты» «Продолжение следует».

## Биография
Родился 30 января 1987 года в городе Нефтекамске, Башкирская АССР. Журналистскую деятельность начал уже в старших классах в еженедельной правозащитной газете «Вечерний Нефтекамск». В 2004 году переехал в Москву, учился на факультете журналистики МГУ. Работал в газетах «Московские новости», «Московский комсомолец». С октября 2004 года — корреспондент «Новой газеты».
В 2014—2015 годах освещал войну на Донбассе. В мае 2014 года во время освещения сфальсифицированного референдума о самоопределении подконтрольной России Донецкой Народной Республики Каныгин был похищен её представителями, желавшими получить выкуп в размере 30 тысяч долларов США, впоследствии журналист был освобождён сепаратистами за одну тысячу. В июне 2015 года во время командировки в Донбасс был арестован и избит представителями госбезопасности ДНР.
В 2016 году проходил стажировку в американском Институте Гарримана как стипендиат Фонда Пола Хлебникова.
В 2019 году выиграл стипендию фонда журналистики Нимана при Гарвардском университете, где начал учёбу наряду с 27 журналистами со всего мира.
В 2021 году выступил исполнительным продюсером фильма «Как убили Анну» о гибели обозревателя «Новой газеты» Анны Политковской[значимость факта?].
После российского вторжения на Украину и временного закрытия «Новой газеты» объявил о старте независимого медиа-проекта «Продолжение следует».
14 апреля 2023 года Министерством юстиции России внесён в список физических лиц — «иностранных агентов».

## Журналистские расследования
Расследовал дело украинского подростка Павла Гриба, который летом 2017 года был похищен неизвестными в белорусском Гомеле, а затем таинственно оказался в СИЗО города Краснодара и позже обвинен в склонении своей девушки к террористической деятельности. В результате суд вернул дело на пересмотр.
Весной 2017 года Каныгин выпустил расследование о российском генерале, начальнике военной разведки ДНР Сергее Дубинском и его причастности к уничтожению малайзийского «Боинга».
В 2017 году Каныгин подготовил серию материалов о ефрейторе Викторе Агееве, гражданине России, который участвовал в войне в Донбассе и был арестован властями Украины. В интервью Каныгину мама Виктора Светлана Агеева рассказала, что её сын является военнослужащим российской армии. В июле 2017 года Павел Каныгин помог Светлане Агеевой в поездке к сыну в украинское СИЗО. Вместе с матерью обращался к сотрудникам российского МИДа с просьбой оплатить услуги частного адвоката в процессе над Агеевым. В итоге средства на защитника выделили Григорий Явлинский и редакция «Новой газеты».

## Публикации

### Публикации 2006—2011
В 2006—2008 годах освещал российско-молдавский и российско-грузинский конфликт.
В 2011 году после разрушительного цунами отправился в Японию, сделал серию репортажей из 30-километровой зоны бедствия, объявленной после аварии на атомной электростанции «Фукусима».

### 2013—2015: Евромайдан и конфликт на юго-востоке Украины
В 2013—2014 годах освещал события Евромайдана.
В 2014 году сделал репортаж из Славянска, покинутого в июле 2014 года отрядами министра обороны ДНР Игоря Стрелкова (Гиркина).
Сделал серию интервью с лидерами донецкого сепаратизма: Александром Бородаем; писателем-фантастом, заместителем главы Минобороны ДНР Федором Березиным; приднестровским генералом, ставшим летом 2014 года вице-премьером ДНР Владимиром Антюфеевым.
В 2015 году подготовил серию репортажей из взятого в окружение города Дебальцева.
Расследовал причины крушения пассажирского рейса MH17 в небе над Донецкой областью, собранные им свидетельства очевидцев опровергали версию российской госкорпорации «Алмаз-Антей» о том, что запуск ракеты Бук осуществлялся украинскими силовиками из села Зарощенское.
Единственный из российских журналистов, допущенный СБУ к посещению в Киеве пленных россиян Александрова и Ерофеева, помог задержанным в установлении связи с их родителями.

### 2013—2016: серия интервью с украинскими политиками
С 2013 по 2016 год опубликовал несколько интервью с украинскими политиками: Петром Порошенко, советником Януковича Анной Герман, со спикером МВД и депутатом Верховной Рады Антоном Геращенко, с губернатором Одесской области Михаилом Саакашвили, с беглым премьером Украины Николаем Азаровым, политиком и кумом Путина Виктором Медведчуком.

### Публикации 2016—2018
В 2016 году опубликовал большое интервью с Натальей Поклонской, в то время прокурором Крыма, которая отвечала на острые вопросы о своей прокурорской работе и рассказала, чем будет заниматься в Госдуме.
В январе 2017 года провёл одно из первых журналистских расследований по громкому делу осуждённой за репост детского порно Евгении Чудновец, получившей изначально 6 месяцев колонии, позже целиком оправданной. В своем материале Каныгин сообщил, что дело и начавшееся преследование в отношении девушки могло быть инициировано местными коммерсантами и властью, причиной для мести стали крайне напряжённые личные отношения между Чудновец и представителями городской элиты.
В январе и августе 2018 года были опубликованы ещё два интервью с бывшим президентом Грузии и губернатором Одесской области Михаилом Саакашвили.
В декабре 2018 года опубликовал материал о деле сестёр Хачатурян, ставший одним из первых детальных расследований, содержащий свидетельства сексуального насилия отца над дочерьми.

## Награды
- 2018, декабрь, «Редколлегия» за статью «Хачатурян. Танцы с пистолетом»[57]
- 2017, июль, «Редколлегия» за статью «Я верила, что нас там нет, на Украине»[58].
- 2017, Премия имени Андрея Сахарова «За журналистику как поступок»[59].
- 2016, Лауреат «Премии за развитие гражданского общества в России имени Пола Хлебникова» (англ. Paul Klebnikov Russian Civil Society Fellow) от Института Харримана[англ.] при Колумбийском университете[2].
- 2015, «Журналист года» по версии издания Кашин.гуру[60].
- 2015, Журналист года, Премия общественно-политической газеты «Черновик»[61].
- 2014, премия Союза журналистов России (Премия им. Казиханова «За мужество и профессионализм»)[62].

## Критика и скандалы

### Инцидент в эфире Громадского телевидения
Широкую известность получило интервью Павла в эфире интернет-телеканала «Громадське телебачення» от 10 февраля 2015 года, в котором Павел рассказал о последствиях ракетной атаки на Краматорск с использованием кассетных боезарядов: обстрел города, по оценке находившегося в городе Каныгина, вёлся с юга, где располагались позиции сепаратистов. На сайте издания «Ридус» также была опубликована статья Рашида Магомедтагирова, в которой видео, опубликованное Шарием, было прокомментировано неким Николаем Влацким, представившемся врачом-наркологом. Николай Влацкий прямо заявил о том, что Павел вышел в эфир в состоянии наркотического опьянения. В свою очередь, главный редактор «Новой газеты» Дмитрий Муратов заявил о наличии у Павла врождённого заболевания, а также о перенесённой ранее им операции, и в ультимативной форме потребовал извинений от Анатолия Шария и издания «Ридус» за распространение ложных данных, пригрозив судебным иском.

### Конфликт с телеканалом «Россия-24»
В эфире российского федерального телеканала «Россия-24» от 24 октября 2017 года ведущий Алексей Казаков намекнул, что журналист Павел Каныгин — наркоман. Этот сюжет возмутил Каныгина и руководство «Новой газеты», чьи претензии были направлены в Общественную коллегию по жалобам на прессу. В своём решении Коллегия обращает внимание на то, что «заведомо недостоверный, недобросовестный, не имеющий под собой никаких проверенных (как проверяемых, в том числе) оснований пачкающий намёк на принадлежность конкретного журналиста Павла Каныгина к „кокаиновой публике“, обнаруживается не просто наветом, мазком, частным выпадом, но именно прецедентом», уклонение руководства телекомпании «Россия-24» от участия в рассмотрении настоящего информационного спора называет «непрофессиональным и недостойным государственного вещателя», а прецедент неответа Генерального директора ВГТРК О. Б. Добродеева на письмо Д. А. Муратова — «недостойным государственного вещателя и противоречащим основам взаимоотношений между членами журналистского сообщества, профессионально и морально порочным, разрушающим основы профессиональной солидарности журналистов».